# Pasji vrh (Prokletije)
Pasji vrh (alb. Maja e Qenit, cg. i srp. Пасји врх) je 2405 metara visok planinski vrh u Prokletijama, na granici Kosova i Crne Gore.. Jedan je od najviših vrhova u planinskom području Bogićevice. Jedan od susjednih vrhova je Marijaš, koji doseže 2,533 m i najviši je vrh Bogićevice.